# Ніорадзе Ірма Аміранівна
Ніорадзе Ірма Аміранівна  (груз. ირმა ნიორაძე; 15 червня 1969, Тбілісі,СРСР) — радянська і російська артистка балету. Народна артистка Росії (2011).
Закінчила Тбіліське хореографічне училище (1987).